# Maddie Bowman
Maddie Bowman (South Lake Tahoe, 10 gennaio 1994) è un'ex sciatrice freestyle statunitense, campionessa olimpica nell'halfpipe a Soči 2014 e vincitrice di nove medaglie ai Winter X Games, di cui cinque d'oro.

## Biografia
Attiva in gare FIS dal 2009 e specializzata nell'halfpipe, Bowman ha esordito in Coppa del Mondo il 9 dicembre 2011 a Copper Mountain, classificandosi 4ª nella gara vinta dalla connazionale Brita Sigourney. Nella gara successiva, il 4 marzo 2012, ha ottenuto il primo podio, giungeno 3ª a Mammoth, alle spalle della stessa Sigourney e della canadese Rosalind Groenewoud. L'11 gennaio 2013 ha ottuenuto la prima vittoria nel massimo circuito, imponendosi a Copper Mountain.
In carriera ha preso parte a due edizioni dei Giochi olimpici invernali: Soči 2014 vincendo la medaglia d'oro nell'halfpipe e Pechino 2022 chiundendo 11ª; e a due dei Mondiali.

## Palmarès

### Olimpiadi
- 1 medaglia:
  - 1 oro (halfpipe a Soči 2014)

- 9 medaglie:
  - 5 ori (superpipe ad Aspen 2013; superpipe ad Aspen 2014; superpipe ad Aspen 2015; superpipe ad Aspen 2016; superpipe ad Aspen 2018)
  - 2 argenti (superpipe ad Aspen 2012; superpipe a Oslo 2016)
  - 2 bronzi (superpipe ad Aspen 2017; superpipe a Tignes 2013)

### Coppa del Mondo
- Miglior piazzamento in classifica generale: 11ª nel 2013
- 9 podi:
  - 5 vittorie
  - 3 secondi posti
  - 1 terzo posto

#### Coppa del Mondo - vittorie
| Data            | Luogo           | Paese       | Disciplina |
| --------------- | --------------- | ----------- | ---------- |
| 11 gennaio 2013 | Copper Mountain | Stati Uniti | HP         |
| 2 febbraio 2013 | Park City       | Stati Uniti | HP         |
| 12 gennaio 2014 | Breckenridge    | Stati Uniti | HP         |
| 5 febbraio 2016 | Park City       | Stati Uniti | HP         |
| 10 marzo 2016   | Tignes          | Francia     | HP         |

Legenda:

HP = Halfpipe